# La Mare de Déu de Sant Lluc
La Mare de Déu de Sant Lluc, també coneguda com a Sant Lluc dibuixant a la Verge, és una obra del pintor flamenc Rogier van der Weyden. És un oli sobre taula de roure pintat durant el període 1435 - 1440. Actualment s'exhibeix al Museu de Belles Arts de Boston (Estats Units), encara que hi ha diverses còpies del mateix autor a l'Alte Pinakothek de Múnic, al Museu de l'Ermitage de Sant Petersburg i al Museu Groeninge de Bruges. Des de la seva restauració feta durant els anys 1932-33 es considera que la versió del Museu de Belles Arts de Boston és l'original.
Van der Weyden va crear aquesta obra durant la seva primera etapa a Brussel·les, entre 1435 i 1440; la pintura mostra sant Lluc dibuixant un retrat de la Verge. En la tradició cristiana, sant Lluc l'Evangelista va ser el primer pintor que va retratar la Mare de Déu en vida –història divulgada per la Llegenda Àuria en el segle XII–, la qual cosa fa que sigui el sant patró dels pintors i, a més a més, de molts pobles i ciutats, on sant Lluc és venerat. L'obra va ser probablement un retaule per a la guilda de Sant Lluc de Brussel·les.
La solidesa i monumentalitat de les figures és comparable al seu Davallament, ubicades en un enquadrament i un efecte atmosfèric de clarobscur directament inspirat en La Mare de Déu del canceller Rolin de Jan van Eyck. La ubicació dins una galeria, el paisatge del fons i molts detalls són també de l'obra de Van Eyck, tot i que els dos personatges canvien de costat. El coneixement de la pintura de Van Eyck fa pensar en un contacte directe entre els dos pintors a Bruges, ja que La Mare de Déu de Rolin era per a ús privat i difícilment podia tenir tantes similituds sense que Rogier l'hagués vista abans que entregada al comitent.

## Autor
Rogier van der Weyden va néixer a Tournai (1399/1400) i és considerat un dels pintors més influents del segle xv formant part del moviment dels primitius flamencs. S'havia format amb Robert Campin i va ser contemporani de Jan van Eyck; ell i Van Eyck, des de diferents perspectives, van contribuir al desenvolupament de l'escola flamenca del segle xv. Si Van Eyck, des de la seva ampla erudició i una treballada observació, va realitzar obres carregades de simbolisme, Rogier es va preocupar de representar, amb força realisme, els sentiments –especialment els dolorosos– i les sensacions dels seus personatges, i "aconseguí d'expressar-ho com cap altre pintor no ho havia capturat mai", en paraules de Panofsky.
Va ocupar el càrrec de pintor de la ciutat de Brussel·les i centrà la seva obra principalment en l'execució de retrats de mandataris i membres de la cort Borgonyona de Felip III el Bo i en obres de caràcter religiós; fonamentalment, pintà tríptics i políptics de grans dimensions. L'estil de les seves primeres obres és marcadament gòtic, hieràtic i amb els fons daurats. Posteriorment va evolucionar cap a línies sinuoses i fluides que aplicà en els cossos i les robes. Els seus personatges són realistes, amb expressions patètiques i un fort dramatisme, ja que l'artista pretenia causar un fort impacte emocional en els espectadors.

## Anàlisi tècnica
Hi ha quatre còpies de l'obra pràcticament iguals al Museu de Belles Arts de Boston (Estats Units), a l'Alte Pinakothek de Múnic (Alemanya), al Museu de l'Ermitage a Sant Petersburg (Rússia) i al Museu Groeninge de Bruges (Bèlgica).
Des de la restauració dels anys 1932-33 de la versió del Museu de Belles Arts de Boston es considera que aquesta n'és l'original. Per a determinar-ho, després de llargues disputes entre les diferents col·leccions, es va utilitzar una combinació de raigs X amb reflectografia d'infrarojos (IR). La reflectografia IR pot revelar el dibuix subjacent de carbó o grafit sota les capes de pintura, ja que la radiació infraroja és absorbida pel carbó però no per les capes de pintura. Aquestes tècniques revelaren que només a la versió del museu de Boston hi havien tingut lloc molts canvis en el disseny i el color, realitzats durant la creació de l'obra, mentre que a la resta la pintura havia estat aplicada sense canvis. Un d'aquests canvis és l'orientació del cap de la Verge, visible tant a la radiografia de raigs X com al reflectograma IR; d'altres canvis inclouen la posició del nen Jesús –alterat diverses vegades–, l'avançament de la posició de sant Lluc i un àngel que fou dibuixat però mai pintat.
- 1440. Oli sobre taula (102 × 108,5 cm), Ermitage, Sant Petersburg
- 1450. Oli sobre taula de roure (138 × 110 cm) Alte Pinakothek, Múnic
- ?. Oli sobre taula de roure (137 × 107 cm) Museu Groeninge, Bruges

## Història
La primera ubicació de l'obra va ser probablement la capella de santa Caterina de la catedral de santa Gúdula de Brussel·les, on la guilda de la ciutat realitzava els seus serveis religiosos i on s'enterraven els artistes. Durant l'estada d'Albrecht Dürer a Brussel·les l'any 1520 va conèixer l'obra. S'estima que el 1574 fou inclosa dins de l'inventari d'obres del rei Felip II que varen passar al monestir de l'Escorial. Posteriorment va passar en herència dins dels Borbó fins que cap al 1893 va entrar al museu de Boston com a donació de Henry Lee Higginson i esposa. Els mecenes l'havien adquirit en una subhasta a Nova York el 1889 quan formava part de la col·lecció de Pere de Borbó.

## Descripció
En La Mare de Déu de Sant Lluc es veu l'evangelista Lluc amb la Mare de Déu juntament amb el Nen Jesús. A la llegenda àuria de Iacopo da Varazze es narra que la Verge es va aparèixer diverses vegades a sant Lluc, el qual en va pintar un retrat. En aquesta llegenda s'hi troba un dels orígens o la justificació de la representació de la imatge en la tradició en el cristianisme.
La Mare de Déu està situada a l'esquerra, asseguda al reposapeus d'un tron, donant el pit al Nen, que es mostra content. Un luxós dosser de brocat daurat la cobreix per sobre. L'empunyadura del braç del tron té una talla de la caiguda en el pecat d'Adam i Eva, en clara simbologia de la figura de Maria com la nova Eva i del paper de redemptor del pecat original de la humanitat que té el Nen Jesús. A l'altre costat es troba sant Lluc, vestit de vermell intens; porta a la mà una punta de plata, un instrument de dibuix propi del segle xv, la qual cosa evidencia que està traçant un esbós. A l'extrem dret s'entreveu un bou –símbol de sant Lluc– i un llibre obert en representació de la seva erudició.
L'obra està clarament inspirada en La Mare de Déu del canceller Rolin de Jan van Eyck, amb una composició i en un escenari similars. Amb tot, l'escena conté un estil propi que, amb la visió antropocèntrica de Rogier, aporta als dos personatges del fons independència respecte del paisatge. Amb una major dimensió que els dos joves de Van Eyck, Rogier va canviar-los pels pares de la Verge, Joaquim i Anna. Rogier també canvià l'arcada arrodonida per obertures arquitravades, rectes i més dures. El paisatge del fons sembla més tancat, degut a les edificacions més altes que s'hi observen, i desapareixen el pont i les illes, fent-lo més estratificat i menys continu.
Van der Weyden fa una interpretació més delicada i sublim i concep Maria com una realitat aparent –més que una visió– que rep a sant Lluc en un saló reial. Aquest, sense el seu cavallet ni pintures, la dibuixa en punta de plata; es troba en un gest de genuflexió reverent que recorda l'arcàngel Gabriel que el mateix Van der Weyden representa al Tríptic de l'Anunciació del Museu del Louvre i al del Retaule de santa Columba de l'Alte Pinakothek de Múnic. És un posat innovador en la representació de l'arcàngel, fins a aquell moment només pintat dempeus, totalment agenollat o volant.
Com passa amb altres representacions de sant Lluc dibuixant a Maria, podria tractar-se d'un autoretrat. Aquest fet el reafirma i interpreta James Marrow, professor de la Universitat de Princeton, quan afirma el següent:
| «              | Van der Weyden, interpretant-se a si mateix sota l'aparença d'un artista religiós exemplar, manifesta l'actualitat i contemporaneïtat de l'activitat de pintor; Rogier construeix un paradigma visual de la seva professió, del seu jo i del seu lloc en la tradició a la qual pertany. La sèrie de representacions flamenques posteriors amb el tema de Sant Lluc retratant a la Verge, que es basen en el seu treball i el de Van Eyck, confirmen el sentit de la composició innovadora de Van der Weyden i demostren la força i la importància de la tradició que va iniciar als Països Baixos. | » |
| — James Marrow | |   |